# Mâu Lương
Mâu Lương (tiếng Hàn: 모량; Hanja: 慕良) là vợ người Triều Tiên của Triệu Khuông, người giữ chức trưởng Già Da. Hảo Cừu Vương hậu, vợ của Ma Phẩm Vương là bà ngoại của Mâu Lương. Năm 48, khi Hứa Hoàng Ngọc từ Vương triều Satavahana ở Ấn Độ đến Già Da, Mâu Lương đi cùng như hậu vệ Hứa Hoàng Ngọc.

## Gia đình
- Chồng: Triệu Khuông (Hangul:조광)
  - Bà ngoại: Hảo Cừu Vương hậu (Hangul:호구)